# سلول خورشیدی نقطه کوانتومی
سلول خورشیدی نقطه کوانتومی (به انگلیسی: Quantum dot solar cell) یکی از انواع سلول‌های خورشیدی است که در ساخت آن به جای استفاده از نیمه رساناهایی مانند سیلیکون و همچنین ترکیباتی چون مس ایندیم گالیم دی سولفید (CIGS) یا کادمیم تلورید (CdTe) از نقاط کوانتومی استفاده شده‌است.

## نقطه کوانتومی
نقاط کوانتومی ذرات نیمه رسانا هستند که به اندازه اکسیتون شعاع بور کاهش یافته‌اند و به دلیل ملاحظات مکانیک کوانتوم، انرژی‌های الکترونی که می‌توانند در آنها وجود داشته باشند، بسیار شبیه انرژی‌های یک اتم می‌شوند. از نقاط کوانتومی به عنوان «اتمهای مصنوعی» یاد می‌شود. این سطح انرژی با تغییر اندازه آنها تنظیم می‌شود، که به نوبه خود نوار ممنوعه را تعریف می‌کند. نقاط را می‌توان در طیف وسیعی از اندازه‌ها رشد داد، به همین دلیل به آنها این امکان را می‌دهد که نوارهای مختلف را بدون تغییر در مواد زیرین یا تکنیک‌های ساخت بیان کنند. در آماده‌سازی‌های معمول شیمی مرطوب، تنظیم با تغییر در مدت زمان یا درجه حرارت سنتز انجام می‌شود.
توانایی تنظیم نوار ممنوعه، نقاط کوانتومی را برای سلول‌های خورشیدی مطلوب می‌کند. برای طیف توزیع فوتون خورشید، محدودیت شاکلی و کوییسر نشان می‌دهد که حداکثر بازده تبدیل خورشید در ماده ای با نوار ممنوعه 1.34 eV رخ می‌دهد. با این حال، مواد با نوار ممنوعه کمتر برای تولید برق از فوتون‌های کم انرژی مناسب تر خواهند بود (و بالعکس). پیاده‌سازی‌های اتصال متقابل سرب (II) سولفید(PbS) با استفاده از نقاط کوانتومی کلوئیدی(CQD) که دارای نوارهایی است که می‌توان آنها را در فروسرخ دور تنظیم کرد، امکان‌پذیر است. فرکانس‌هایی که دستیابی به آنها با سلول‌های خورشیدی سنتی دشوار است. نیمی از انرژی خورشیدی رسیده به زمین در فرو سرخ است، بیشتر در منطقه فروسرخ نزدیک است. یک سلول خورشیدی نقطه کوانتومی انرژی فروسرخ را مانند سایر موارد در دسترس قرار می‌دهد.
علاوه بر این، نقاط کوانتومی کلوئیدی(CQD) سنتز و آماده‌سازی آسان را ارائه می‌دهد. در حالی که به شکل مایع کلوئیدی معلق هستند، می‌توان آنها را به راحتی و در طول تولید با یک بخار به عنوان پیچیده‌ترین تجهیزات مورد نیاز، اداره کرد. CQD به‌طور معمول در دسته‌های کوچک سنتز می‌شود، اما می‌تواند به صورت انبوه تولید شود. نقاط را می‌توان با استفاده از چرخش چرخشی، یا با دست یا در یک فرایند خودکار، روی یک لایه توزیع کرد. تولید در مقیاس بزرگ می‌تواند از سیستم‌های چاپ اسپری یا رول استفاده کند، که هزینه‌های ساخت ماژول را به طرز چشمگیری کاهش می‌دهد.

## تفاوت میان سلول خورشیدی معمول با سلول خورشیدی نقطه کوانتومی
در یک سلول نقطه کوانتومی مرسوم، نور توسط یک‌نیمه رسانا جذب می‌شود و یک جفت حفرهٔ الکترونی ایجاد می‌کند. این حفرهٔ الکترونی ممکن است مقید باشد و پیوند خورده باشد و در این صورت از آنها با نام اکسیتون (Exciton) یاد می‌شود. این جفت توسط پتانسیل الکتروشیمیایی داخلی جذب می‌شوند و جریان الکترون و سوراخ ایجاد شده، جریان الکتریکی تولید می‌کنند. پتانسیل الکتروشیمیایی داخلی با آلایش (doping) یک قسمت از رابط نیمه رساناها با اتم‌هایی که به عنوان اهداکننده الکترون عمل می‌کند، ایجاد می‌شود (آلایش نوع n) و دیگری با پذیرنده‌های الکترون ایجاد می‌شود (آلایش نوع p) که منجر به اتصال p-n می‌شود. تولید یک جفت e-h نیازمند آن است که انرژی فوتون‌ها بیش از انرژی نوار ممنوعه باشد. در نتیجه فوتون‌ها با انرژی‌های کمتر از انرژی نوار ممنوعه جذب نمی‌شوند. در صورتی که فوتون‌های که انرژی بیشتری دارند، با سرعت (در حد ۳-^۱۰ ثانیه) در لبه‌های نوار ممنوعه گرم می‌شود و باعث کاهش خروجی می‌شوند. محدودیت قبلی (کمتر بودن انرژی فوتون از نوار ممنوعه) باعث کاهش جریان می‌شود. در صورتی که گرم شدن باعث کاهش ولتاژ می‌شود. در نتیجه سلول‌های خورشیدی که از نیمه رساناها ساخته می‌شود بین ولتاژ و جریان دچار داد و ستد می‌شود به طوری که با افزایش یکی، دیگری کاهش می‌یابد و برعکس. محاسبه دقیق‌تر نشان می‌دهد که اگر یک نفر از یک ماده با نوار ممنوعه ایده‌آل برای سلول‌های خورشیدی استفاده کند، بازده نمی‌تواند بیش از ۳۳ درصد باشد.
نوار ممنوعه ایده‌آل دارای ولتاژ 1.34 eV است و نزدیکترین نیمه رسانایی که دارای نوار ممنوعه با این ولتاژ است، سیلیکون است که ولتاژ آن برابر 1.1 eV است. به همین دلیل رایج‌ترین نیمه رسانا در ساخت سلول‌های خورشیدی به‌شمار می‌آید. با انباشته شدن عمودی سلول‌ها با نوارهای ممنوعه مختلف می‌توان یک سلول یک اتصال را بهبود بخشید. اصطلاحاً رویکرد “پشت سر هم “ یا چند اتصالی. تجزیه و تحلیل نشان می‌دهد که یک سلول دولایه باید یک لایه را بر روی 1.64 eV و لایهٔ دیگر بر روی 0.64 eV متصل کرده و بازده ۴۴ درصد را ارائه دهد. یک سلول سه لایی باید با بازده ۴۸ درصد به سه لایه ۰٫۷۱ و ۱٫۱۶ و 1.83 eV متصل شود. یک سلول دارای بی‌نهایت لایه بازده نظری ۸۶ درصد دارد.
در صورتیکه سلول‌های خورشیدی نقطه کوانتومی توانایی این را دارند تا بتوانند حداکثر بهره‌وری گرمایی از فوتون‌ها را تا ۶۶ درصد بالا ببرند. این کار با استفاده از حامل‌های داغ نوری برای تولید بیشتر جریان فوتونی و ولتاژ نوری انجام می‌شود.
اثر اول بر پایهٔ مجموعه‌ای از حامل‌های داغ در فوتوالکترودهای نقطه کوانتومی قبل ار اینکه از طریق انتشار فوتون بر لبه‌های باند آرام شود، استوار است.
اثر بعدی مبتنی بر استفاده از حامل‌های داغ در سلول‌های خورشیدی نقطه کوانتومی برای تولید و جمع‌آوری جفت حفره‌های الکترونی اضافی از طریق افزایش فرآیندهای یونیزاسیون ضربه است.
یک مدل نطری برای یک سلول خورشیدی نقطه کوانتومی بر اساس سیستم InAs /GaAs خود سازمان یافته ارائه شده‌است.
مزیت مهم سلول‌های خورشیدی نقطه کوانتومی این است که می‌تواند فوتون‌های بیشتری را از طیف‌های با طول موج بلند جذب کند و در نتیجه می‌تواند انرژی بیشتری را در خود ذخیره کند.

## انواع سلول‌های نقطه کوانتومی
سلول‌های خورشیدی نقطه کوانتومی به سه دسته تقسیم می‌شوند:
۱-فوتوالکترودهای شامل واحدهای نقطه کوانتومی
۲-نانو کریستال‌های TiO2 حساس به نقطه کوانتوم
۳-نقطه کوانتوم‌ها در ترکیبی از پلیمرهای سوراخ کننده و سوراخ‌ها پراکنده می‌شوند.

## تولید سلول نقطه کوانتومی
در نمونه‌های اولیه از فرایندهای پرتوی پرتوی مولکولی استفاده شده‌است. با این حال، عدم تطابق شبکه باعث تجمع کرنش و در نتیجه ایجاد نقص می‌شود و تعداد لایه‌های انباشته شده را محدود می‌کند. تکنیک رشد اپیتاکسی قطره مزایای آن را در ساخت QDهای بدون فشار نشان می‌دهد. متناوباً، بعداً روشهای ساخت ارزان‌تر تولید شد. اینها از شیمی مرطوب (برای CQD) و پردازش محلول‌های بعدی استفاده می‌کنند. محلولهای نانوذره غلیظ توسط لیگاندهای طولانی هیدروکربن تثبیت می‌شوند که نانو بلورها را در محلول معلق نگه می‌دارند.
برای ایجاد ماده جامد، این محلول‌ها ریخته می‌شوند [نیاز به شفاف سازی] و لیگاندهای تثبیت کننده طولانی با لینک دهنده‌های زنجیره کوتاه جایگزین می‌شوند. مهندسی شیمیایی سطح نانوکریستال بهتر می‌تواند نانوکریستالها را غیرفعال کرده و حالتهای مخرب مضر را کاهش دهد که با استفاده از ترکیب مجدد حامل، عملکرد دستگاه را کاهش می‌دهد. این روش بازدهی ۷٫۰٪ تولید می‌کند.
یک مطالعه جدیدتر با تنظیم تراز بندی باند نسبی آنها از لیگاندهای مختلف برای عملکردهای مختلف استفاده می‌کند تا عملکرد را به ۸٫۶٪ برساند. سلول‌ها در دمای اتاق در هوا محلول پردازش شدند و بیش از ۱۵۰ روز بدون کپسوله سازی، پایداری هوا را به نمایش گذاشتند.
در سال ۲۰۱۴ استفاده از یدید به عنوان یک لیگاند که به اکسیژن پیوند ندارد، معرفی شد. با این کار لایه‌های n و p از نوع پایدار حفظ می‌شوند و باعث افزایش بازده جذب می‌شوند که باعث افزایش کارایی تبدیل نیرو می‌شود.

## جستارهای وابسته

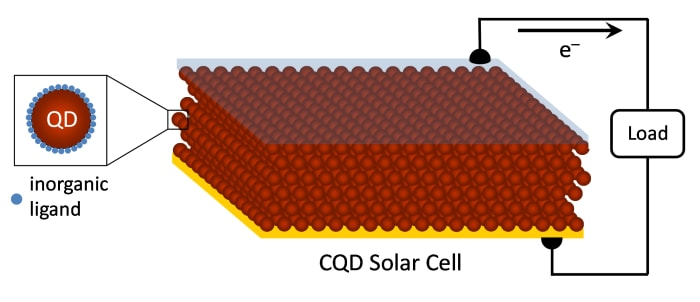
نمایه‌ای از ساختار سلول خورشیدی نقطه کوانتومی کلوئیدی